# MCG +05-43-16
MCG +05-43-16 (PGC 61808) – galaktyka w gwiazdozbiorze Herkulesa. Znajduje się około 380 milionów lat świetlnych od Ziemi i oddala się z prędkością 8083 ± 33 km/s.
W 2007 roku w przeciągu 16 dni odkryto w niej dwie supernowe. Pierwsza z nich, SN 2007ck, została zauważona 19 maja 2007 i należała do typu II. Osiągnęła jasność obserwowaną 18,5m. Drugą, SN 2007co, odkryto 4 czerwca 2007 roku. Należała do typu Ia, a jej jasność maksymalna wyniosła 16,6m.
W danej galaktyce supernowe wybuchają zazwyczaj co 25 do 100 lat (choć ostatnią supernową w naszej Galaktyce zaobserwowano ponad 400 lat temu, w 1604 – była nią SN 1604). Wybuch dwóch supernowych w jednej galaktyce w tak krótkim odstępie czasu jest tylko anomalią statystyczną.
Jest to pierwszy przypadek odkrycia dwóch supernowych w jednej galaktyce w tak krótkim odstępie czasu. Wcześniejszy „rekord” należał do NGC 1316, gdzie odkryto dwa wybuchy w odstępie sześciu miesięcy.